# Ouseribrê Senebkay
Ouseribrê Senebkay est un souverain d'Égypte ayant régné vers 1650 avant notre ère, durant la Deuxième Période intermédiaire. Il n'est rattaché à aucune dynastie précise. Il règne pendant une période troublée. Le début de la Deuxième Période intermédiaire est marqué par une décomposition profonde de l'État égyptien, aggravée ultérieurement par l'invasion des Hyksôs. Les structures politiques usuelles laissent place à de petits royaumes instables, sur lesquels les pharaons peinent à imposer leur légitimité. Le règne de Senebkay semble avoir été l'un des plus longs de ces temps chaotiques : il aurait duré quatre ans et demi.

## Attestations
Il est attesté par sa tombe découverte en 2014. Il est également peut-être attesté par une baguette de magie en bois portant le nom de Sebkay, trouvée à Abydos et maintenant au Musée du Caire (CG 9433 / JE 34988) Enfin, il est peut-être attesté sur le Canon royal de Turin, à la position 12.16, où peut-être lu un nom abîmé Ouser...rê.

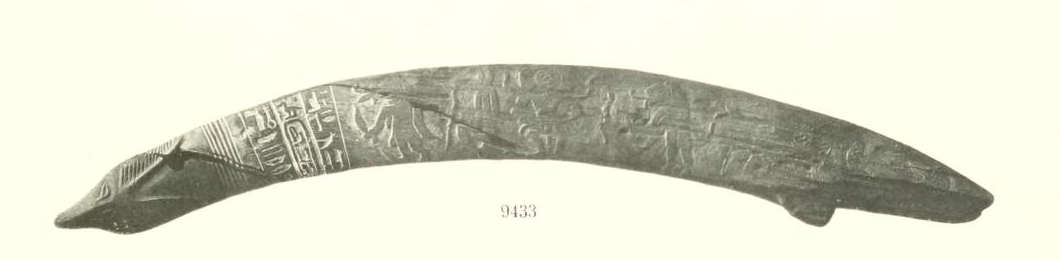
Baguette en bois portant le nom du roi.

## Position chronologique
Le roi semble avoir régné pendant la Deuxième Période intermédiaire. Il pourrait s'inscrire soit parmi les rois non classés de la XIIIe dynastie, soit parmi les rois de la XVIe dynastie, comme le propose Julien Siesse, ou dans une éventuelle dynastie locale, baptisée « Dynastie d'Abydos » qui serait parallèle aux XVe et XVIe dynasties. L'existence de cette dynastie dite d'Abydos a d'abord été proposée par Detlef Franke puis développée par l'égyptologue Kim Ryholt en 1997.

## Sépulture
En janvier 2014, une équipe d'archéologie du Penn Museum de l'université de Pennsylvanie annonce la découverte d'une tombe qui serait celle de Senebkay, « un pharaon inconnu ». Cette tombe royale confirme l'hypothèse de la subsistance d'une forme d'autorité authentiquement égyptienne pendant la période hyksôs. Cette suzeraineté autonome serait centrée sur la ville d'Abydos.
La tombe a été violée par des pilleurs de tombes qui ont déchiqueté la momie du roi et dépouillé les surfaces dorées de la tombe du pharaon. Néanmoins, les archéologues du Musée de Pennsylvanie ont pu récupérer les ossements du roi Senebkay au milieu des débris fragmentaires de son cercueil : masque funéraire et coffre à vases canopes.
L'identification permet d'apporter plusieurs indications biographiques. Senebkay est un homme de grande taille, 1,78 m, et il est mort à la fin de sa quarantaine. Des études sur son squelette montrent qu'il est mort durant une bataille : en effet, dix-huit marques de traumatismes sur les os sont répertoriées, essentiellement dans le bas du corps (pieds, cheville, genou). Selon toute vraisemblance, Senebkay était à cheval lors de l'attaque, ce qui explique le schéma des traumatismes.

### Architecture
Le tombeau de Senebkay est de taille modeste ; il se compose de quatre chambres dont une chambre funéraire décorée avec des peintures des déesses Nout, Nephtys, Serket et Isis accompagnant la dépouille du roi. D'autres textes donnent la titulature du roi et permettent de l'identifier comme le « roi de Haute et Basse-Égypte, Ouseribrê, le fils de Rê, Senebkay ».
Le sarcophage de quartzite rouge pourrait être daté de la fin du Moyen Empire, provenant d'une tombe royale construite à l'origine pour un pharaon Sobekhotep, probablement Khâânkhrê Sobekhotep, un roi de la XIIIe dynastie.